# Abenteuer in der Südsee
Abenteuer in der Südsee (Originaltitel: Son of Fury: The Story of Benjamin Blake) ist ein US-amerikanischer Abenteuerfilm von John Cromwell aus dem Jahr 1942 mit Tyrone Power und Gene Tierney. Als literarische Vorlage diente der Roman Benjamin Blake (1941) von Edison Marshall.

## Handlung
In der englischen Stadt Bristol wächst während der Regentschaft von George III. der junge Benjamin Blake bei seinem Großvater, dem Waffenschmied Amos Kidder, auf. Seine Mutter Bessie war einst mit seinem Vater, Sir Godfrey Blake, dem Baron von Breetholm, durchgebrannt und kam mit ihm in Indien ums Leben. Obwohl angenommen wird, dass Benjamins Eltern nie verheiratet waren, kümmert sich Amos aufopferungsvoll um seinen angeblich illegitimen Enkelsohn. Als jedoch Benjamins Onkel, Sir Arthur Blake, von der Existenz seines Neffen erfährt und seinen Anspruch auf Breetholm in Gefahr sieht, holt er Benjamin zu sich und macht ihn zu seinem Diener, den er fortan unterdrückt und schikaniert.
Im Laufe der Jahre wächst Benjamin zum Mann heran und verliebt sich in seine Cousine Isabel, Arthurs liebreizende Tochter. Als er eines Abends Isabel anvertraut, dass er davonlaufen wolle, verspricht sie ihm, auf ihn zu warten und ihn zu heiraten, sobald er sein Erbe rechtmäßig zurückerhält. Als Arthur die beiden zusammen antrifft, schlägt er Benjamin bewusstlos und droht anschließend, ihn ins Gefängnis zu bringen. Benjamin gelingt es jedoch, zu entkommen und sich auf das Schiff Tropic Star zu schmuggeln, auf dem er sich schon bald als tüchtiger Seemann bewährt. Er freundet sich mit dem Matrosen Caleb Green an, der ihm von einer Südseeinsel erzählt, auf der man wertvolle Perlen finden könne. Eines Nachts verlassen sie heimlich das Schiff und schwimmen zur besagten Insel. Nachdem sie dort das Vertrauen der Eingeborenen gewonnen haben, finden sie zahlreiche Perlen und genießen ein idyllisches Leben. Dabei verliebt sich Benjamin in eine schöne Inselbewohnerin, die er Eve nennt und nach kurzer Zeit zur Frau nimmt. Beide sind miteinander glücklich. Eve fühlt jedoch, dass Benjamin Heimweh hat, weshalb sie ihn wohlwollend ziehen lässt, als ein holländisches Schiff vor der Insel vor Anker geht und Benjamin in seine Heimat zurückbringt.
Zurück in England, verschaffen ihm seine Perlen ein ansehnliches Vermögen und die Dienste des einflussreichen Rechtsanwalts Bartholomew Pratt, der ihm helfen will, Breetholm – sein Erbe und Gut – von Arthur zurückzufordern. Als Benjamin Isabel besucht und diese ihm versichert, dass sie ihn noch immer liebe, lässt sie ihn überraschend festnehmen. Vor Gericht wird er beschuldigt, seinen Dienstherrn angegriffen zu haben und entflohen zu sein, weshalb er zum Tod verurteilt werden soll. Sein Anwalt kann jedoch noch rechtzeitig beweisen, dass die Eltern seines Klienten auf dem Schiff nach Indien vermählt wurden, Benjamin damit der rechtmäßige Erbe von Breetholm ist und daher nicht für schuldig befunden werden kann. Nach seiner Freilassung erfährt Benjamin, dass es Isabel war, die ihn verraten hat. Zusammen mit ihrem Vater vertreibt er sie aus seinem Haus, wo fortan sein Großvater Amos seinen Lebensabend verbringen soll. Benjamin kehrt daraufhin zu seiner Insel zurück, um mit Eve ein glückliches Leben zu führen.

## Hintergrund
Abenteuer in der Südsee basiert auf dem Roman Benjamin Blake von Edison Marshall, der 1941 in den Vereinigten Staaten erschien. Die ursprüngliche Handlung, in der Eve Selbstmord begeht und Benjamin nicht zur Insel zurückkehrt, sondern bei Isabel in England bleibt, wurde zugunsten eines Happy Ends geändert. Aufgrund der Zensur musste im Film zudem deutlich gemacht werden, dass sich Benjamin und Eve durch Stammesrituale als offiziell verheiratet betrachten. Auch ließ Darryl F. Zanuck, der Studiochef von 20th Century Fox, die Geschichte in eine andere Zeit verlegen, um den Schauspielern das Tragen von Perücken zu ersparen.
Ursprünglich war Ida Lupino für die Rolle der Isabel vorgesehen, doch trat sie stattdessen in dem Film Nacht im Hafen (1942) auf. Daraufhin sollte Maureen O’Hara die Rolle übernehmen. Aufgrund einer akuten Blinddarmentzündung konnte sie jedoch nicht einspringen, worauf schließlich Frances Farmer den Part erhielt. Gedreht wurde vom 4. September bis 15. November 1941. Die Südseeaufnahmen entstanden in Honolulu auf Hawaii.
Der Film kam am 29. Januar 1942 in die US-amerikanischen Kinos. In Deutschland wurde Abenteuer in der Südsee erstmals am 27. Juni 1949 veröffentlicht. 1953 veröffentlichte 20th Century Fox unter dem Titel Im Reiche des goldenen Condor ein Remake. Unter der Regie von Delmer Daves spielte Cornel Wilde die Hauptrolle.

## Kritiken
„Unterhaltsamer romantischer Kostümfilm; effektvoll in Szene gesetzt“, befand das Lexikon des internationalen Films. Für Variety war der Film „etwas zu lang“. Einige Sequenzen hätten den Erzählfluss „verlangsamt“. Dennoch verlange die Handlung „nach ungeteilter Aufmerksamkeit“. Der Film sei im Großen und Ganzen „solide, überzeugende Unterhaltung“. Bosley Crowther von der New York Times schrieb, dass Abenteuer in der Südsee milde gesagt „ein übertrieben fantasiereicher Film“ sei. Die Produktion wirke durchaus „ansehnlich und aufwändig“, die Kulissen und Schauspieler könnten jedoch nicht überzeugen.